# La aventura de los Águilas
La aventura de los Águilas (título original en francés Les Aiguilles Rouges) es una película francesa dirigida por Jean-François Davy en 2006. En España se estrenó el 28 de diciembre de 2007. Narra las peripecias de un grupo de scouts en Le Brévent, un macizo dentro de las Agujas Rojas, cerca de Chamonix y frente al Mont Blanc.
Jean-François Davy rueda una experiencia de la infancia vivida por el propio director en los años 1960: una excursión con su grupo de scouts que terminó en una lucha de los jóvenes contra los elementos. La película reproduce fielmente la aventura, manteniendo los apodos de sus protagonistas, sus orígenes sociales y la sucesión de acontecimientos, pero se ha introducido algún elemento más cinematográfico.

## Sinopsis

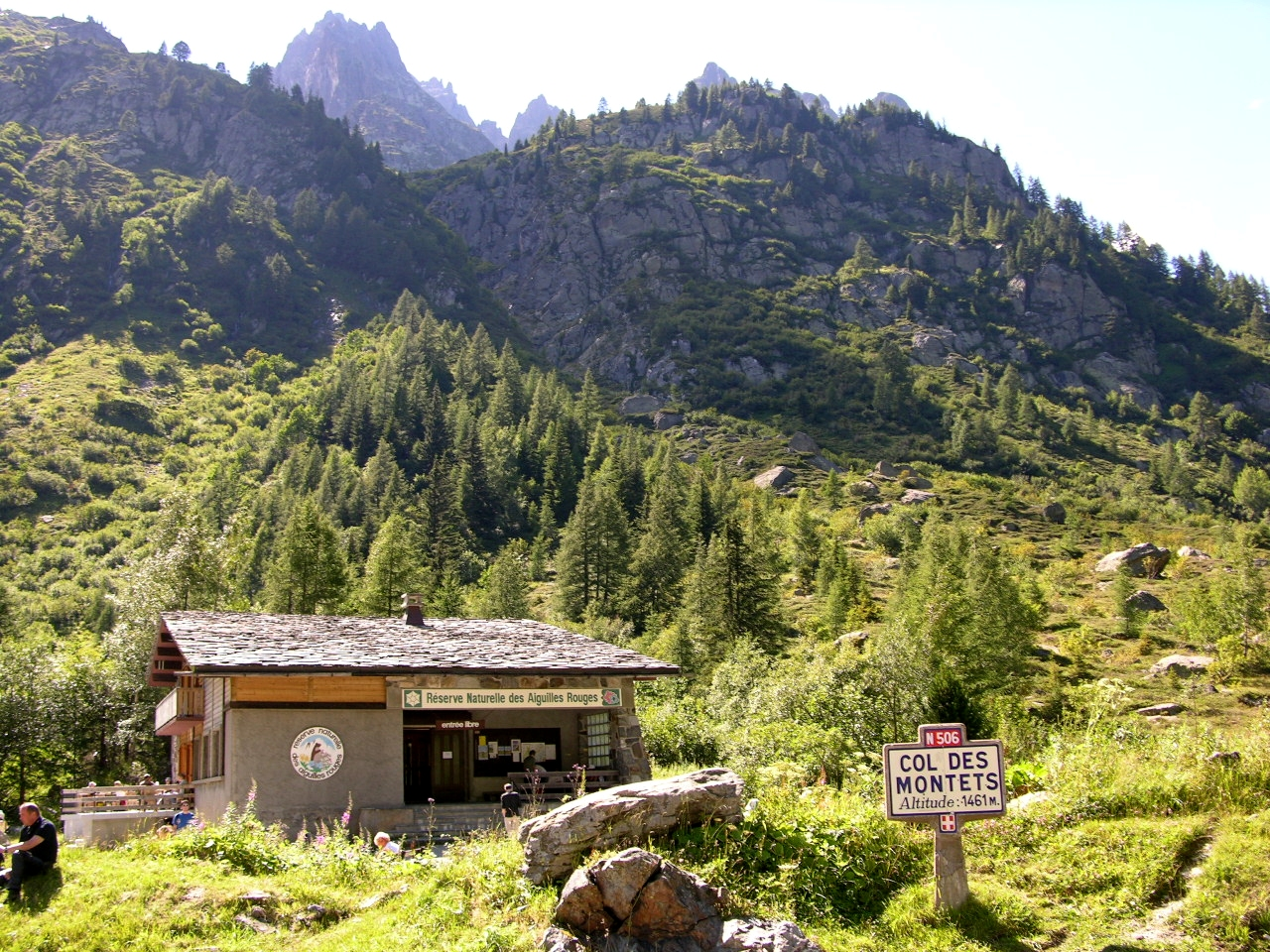
Refugio en las Agujas Rojas.

La patrulla de scouts de los Águilas, formada por chicos entre 12 y 16 años, es enviada a una excursión para subir los 2500 metros del macizo Brévent. Cuando descubren que el refugio de montaña que buscaban no existe, salen a relucir sus diferencias personales y su inexperiencia en los asuntos de supervivencia. El hambre y el frío hacen mella, así que optan por dividirse para encontrar una salida. Sin embargo, uno de los compañeros desaparece y el resto tiene que unirse para permanecer con vida.

## Reparto
- Jules Sitruk: Luc
- Damien Jouillerot: Jean - Pierre
- Jonathan Demurger: Patrick
- Pierre Derenne: Eric
- César Domboy: Guy
- Jules-Angelo Bigarnet
- Raphaël Fuchs-Willig: Tatave
- Clément Chebli: Bruno
- Richard Berry: padre de Luc
- Patrick Bouchitey: padre de Eric
- Bernadette Lafont: enfermera
- Bernard Haller: abuelo de Jean-Pierre